# Tramwaje w Clermont-Ferrand

Schemat linii tramwajowej

Tramwaje w Clermont-Ferrand − system komunikacji tramwajowej działający we francuskim mieście Clermont-Ferrand. 

## Historia

### 1890–1956
Pierwszą linię tramwajową w Clermont-Ferrand otwarto 7 stycznia 1890. Do 1914 wybudowano kolejne cztery linie tramwajowe. Ostatnią linię tramwajową zlikwidowano w 1956. 

### Po 2006
Obecną linię tramwajową wybudowano w systemie translohr. Pierwszy fragment linii oznaczonej literą A o długości 10 km oddano do eksploatacji 14 października 2006, linia połączyła Champratel z CHU Gabriel Montpied. Kolejny fragment linii A o długości 4 km otwarto 27 sierpnia 2007, było to przedłużenie z CHU Gabriel Montpied do La Pardieu Gare. W planach jest budowa przedłużenia linii A z Champratel do  Les Vergnes, oraz budowa linii B, która ma połączyć Royat Allard z przystankiem na linii A 1er Mai. 

## Linia

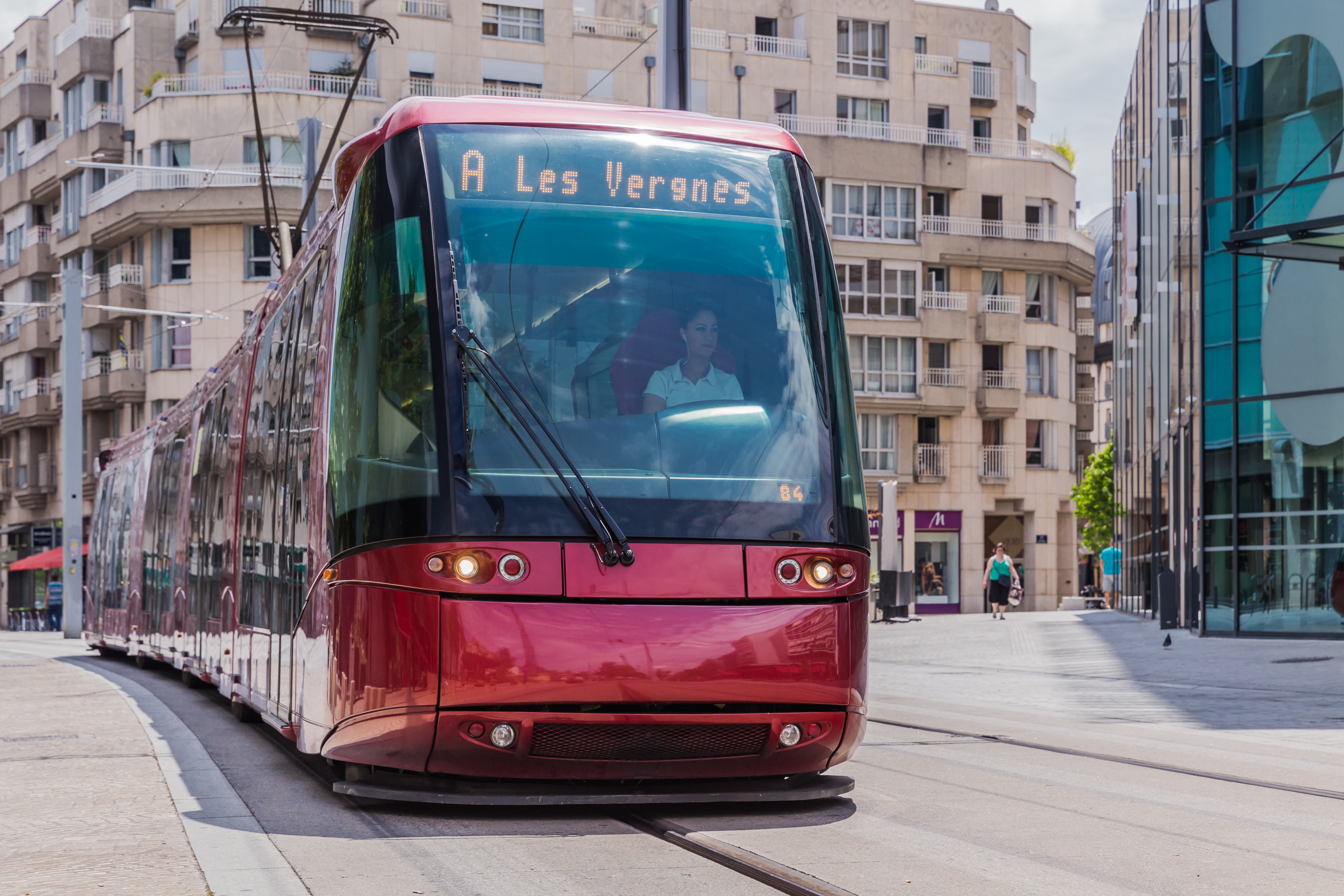

Obecnie w Clermont-Ferrand istnieje jedna linia tramwajowa:
- A: Champratel – La Pardieu Gare

## Tabor
Do obsługi linii A w Clermont-Ferrand jest 20 tramwajów translohr. 